# مقاطعة كولمان (ألاباما)
مقاطعة كولمان (بالإنجليزية: Cullman County, Alabama)‏ هي إحدى مقاطعات ولاية ألاباما في الولايات المتحدة. تأسست سنة 1877، بلغ عدد سكانها 80406 نسمة في عام 2010 حسب إحصاء مكتب تعداد الولايات المتحدة وتصل الكثافة السكانية فيها 42 نسمة/كم2.

## وصلات خارجية
- www.co.cullman.al.us